# Pequeñas Siervas de la Inmaculada Concepción
La Congregación Pequeñas Siervas de la Inmaculada Concepción de la Beata Virgen María (oficialmente en latín: Congregatio Sororum Servularum Beatae Mariae Virginis Immaculatae Conceptae, cooficialmente en polaco: Siostry Służebniczki Najświętszej Maryi Niepokalanie Poczętej) es una congregación religiosa católica femenina de derecho pontificio, que se independizó, en 1866, de la congregación fundada por Edmund Bojanowski, en Gostyń (Polonia). A las religiosas de este instituto se les conoce como Pequeñas Siervas de la Inmaculada Concepción o simplemente como siervas de Stara Wieś.

## Historia

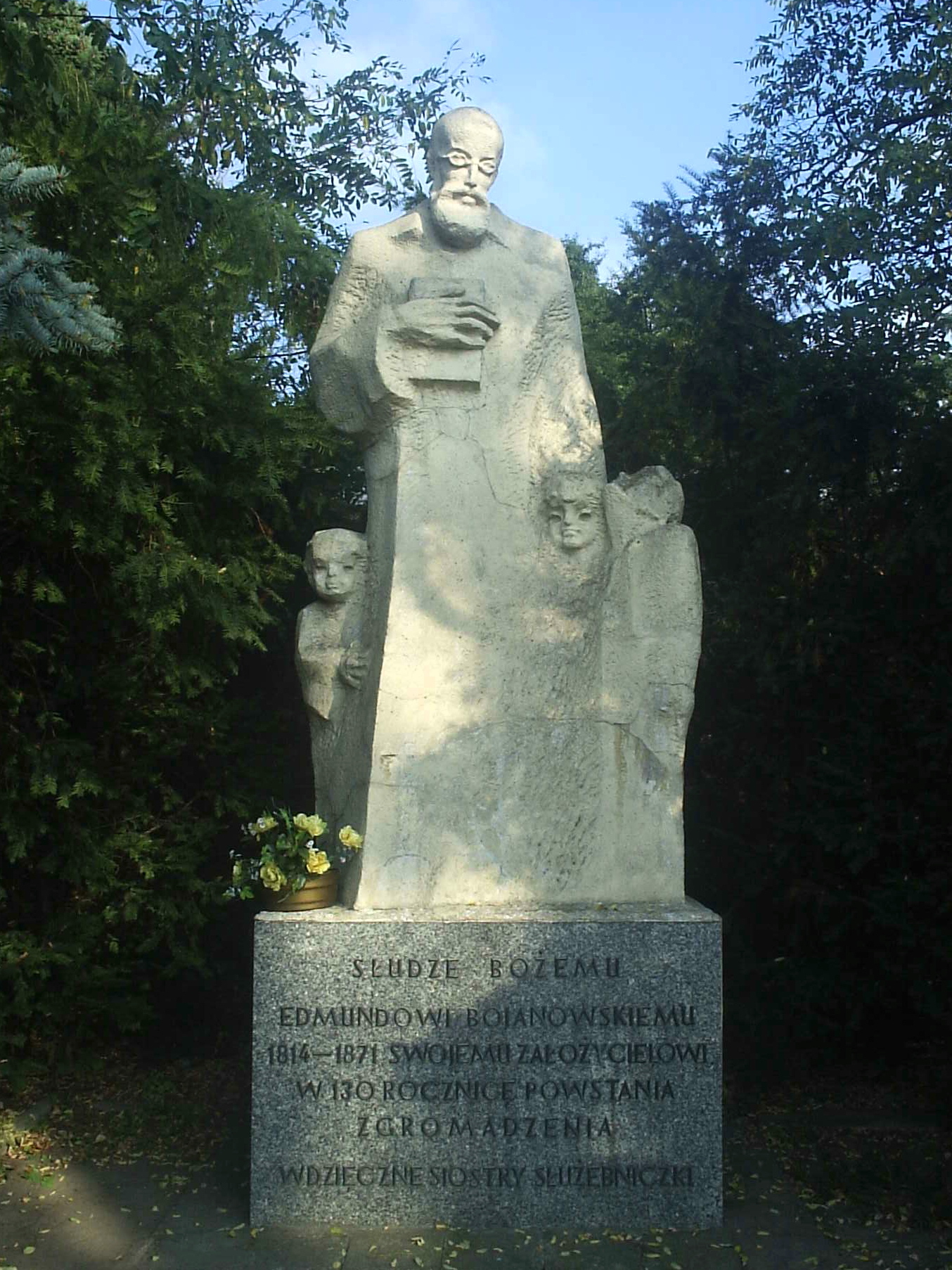
Monumento dedicado a Edmund Bojanowski en Swieta Gora. Bojanowski es el fundador de la congregación de la que más tarde surgió la rama de Stara Wieś.

Luego de haber fundado en Gostyń la Congregación de las Siervas de la Inmaculada Concepción de la Beata Virgen María, Edmund Bojanowski trabajó por la aprobación y difusión de su obra. Con la aprobación del arzobispo de Poznań como congregación de derecho diocesano, se pudo fundar en diversas partes de Polonia. Las religiosas llegaron a la región de Galitzia en 1861, sin embargo, a causa de la política antipolaca del gobierno austriaco, que había tomado el poder de dicha región, independizó a las religiosas que se encontraban bajo su jurisdicción, bajo la amenaza de supresión. Así en 1866 la rama de Galitzia formó una congregación diferente de la de Poznań, con casa madre en Stara Wieś, división que permanece hasta hoy.
Durante la Primera Guerra Mundial las religiosas prestaron sus servicios en los hospitales militares y ejerció su pastoral en medio de la población polaca de Checoslovaquia. Luego de la guerra la congregación conoció un periodo de expansión que le llevó a fundar en América (1926) y en África (1928), llegando a tener más de 1.500 religiosas y 350 casas. Expansión que se vio afectada durante la Segunda Guerra Mundial con la disminución de sus miembros y sus casas.
El instituto recibió la aprobación pontificia, mediante decreto de alabanza, del 22 de febrero de 1904, del papa Pío X.

## Organización
La Congregación Pequeñas Siervas de la Inmaculada Concepción de la Beata Virgen María es un instituto centralizado, cuyo gobierno es ejercido por la superiora general y su consejo. Administrativamente se divide en seis provincias, cada una con su superiora provincial. La sede central se encuentra en Stara Wieś (Polonia).
Las Siervas de Stara Wieś se dedican a la educación de la infancia y a la asistencia de los enfermos, especialmente entre los más necesitados y entre los campesinos. En 2015, el instituto contaba con 1.256 religiosas y 228 comunidades, presentes en Alemania, Estados Unidos, Filipinas, Italia, Malawi, Moldavia, Polonia, Rusia, Sudáfrica, Tanzania, Ucrania y Zambia.